# Gerhard Schwaiger
Gerhard Schwaiger (* 22. März 1959 in Memmingen) ist ein deutscher Koch, der seit 1986 auf Mallorca kocht.

## Leben
In jungen Jahren kochte Schwaiger im St. Stefanskeller in Konstanz, im Adler bei Rudolf Katzenbergers in Rastatt und im Restaurant Tantris (drei Michelin-Sterne) bei Heinz Winkler in München.
1986 half er Heinz Winkler beim Aufbau des Gourmetrestaurants Tristán in Puerto Portals auf Mallorca, wo er 1989 Küchenchef wurde. 1988 erhielt das Tristán den ersten Michelin-Stern, 1990 den zweiten, den Schwaiger bis 2009 verteidigen konnte. 2000 eröffnete zusätzlich zum Gourmetrestaurant das El Bistro del Tristán und bot eine mediterrane, marktorientierte Karte.
Mitte 2015 verließ Schwaiger nach 29 Jahren das Tristán, als das Restaurant von einem galicischen Gastronomie-Unternehmen übernommen wurde.
Er öffnete sein eigenes Restaurant Schwaiger Xino’s in Palma, das sich auf der Dachterrasse des Son Moix Shoppingcenters befindet.

## Auszeichnungen
- 1990: zwei Michelin-Sterne für das Restaurant Tristán